# Список єврейських музеїв
Єврейський музей — музей, призначений для вивчення та збереження історії та культури євреїв певної місцевості або країни.
Відомі єврейські музеї:
- Австралія
  - Єврейський музей Австралії (Мельбурн)

- Австрія
  - Єврейський музей (Відень)

- Бельгія
  - Єврейський музей Бельгії (Брюссель)

- Бразилія
  - Єврейський музей Сан-Паулу

- Велика Британія
  - Єврейський музей (Лондон)
  - Манчестерський єврейський музей

- Греція
  - Єврейський музей в Салоніках

- Данія
  - Данський єврейський музей (Копенгаген)

- Ірландія
  - Ірландський єврейський музей (Дублін)

- Італія
  - Єврейський музей (Рим)

- Канада
  - Музей єврейського Монреаля
  - Сент-Джонський єврейський історичний музей
  - Єврейський музей Канади (Торонто)

- Литва
  - Єврейський державний музей Віленського Гаона (Вільнюс)

- Нідерланди
  - Єврейський історичний музей (Амстердам)

- Німеччина
  - Єврейський музей (Берлін)
  - Єврейський музей (Мюнхен)
  - Єврейський музей (Франкфурт-на-Майні)

- Польща
  - Єврейський історичний інститут (Варшава)
  - Єврейський музей «Галіція» (Краків)
  - Музей історії польських євреїв (Варшава)

- Росія
  - Єврейський музей і центр толерантності (Москва)

- Румунія
  - Єврейський музей (Бухарест)

- США
  - Єврейський дитячий музей (Нью-Йорк)
  - Єврейський історичний музей (Тусон)
  - Єврейський музей (Нью-Йорк)
  - Музей єврейської спадщини (Нью-Йорк)
  - Національний музей американської єврейської історії (Філадельфія)
  - Сучасний єврейський музей (Сан-Франциско)

- Туреччина
  - Єврейський музей Туреччини (Стамбул)

- Україна
  - Музей історії та культури євреїв Буковини (Чернівці)
  - Музей історії євреїв Глухівщини (Глухів)
  - Музей історії євреїв Одеси «Мігдаль-Шорашим»
  - Музей єврейства міста Бердичева
  - Музей Михайла Мармера (Кривий Ріг)

- Франція
  - Музей мистецтва та історії юдаїзму (Париж)
  - Музей єврейського мистецтва (Париж)
  - Юдейсько-ельзаський  музей у Буксвіллері

- Чехія
  - Єврейський музей у Празі